# 松源高等学校
松源高等学校（송원고등학교、ソンウォンこうとうがっこう）は、大韓民国光州広域市南区松荷洞に位置する男女共学の一般型私立高等学校。寄宿舎（学生寮）がある。学校を象徴する木は松、学校を象徴する花は木蓮。学校法人松源学園の傘下にあり、同学園には松源初等学校・松源中学校・松源女子高等学校・松源女子商業高等学校がある。
「実践」を校訓に、1965年12月30日開校。李明博政権下で、自律型私立高等学校に指定され、入学試験や教育課程に独自性を持たせている。

## 出身者
・尹源祥（1992年卒）-ソウル中央地方検察庁検事。維新政党・新風代表の鈴木信行に、ソウル日本大使館前の慰安婦像に「竹島は日本領」と杭を吊るした問題で、元従軍慰安婦たちによる名誉毀損の訴えを受け、鈴木に出頭命令を出した。

## 交通アクセス
- 韓国鉄道公社慶全線 西光州駅より南東へ約2km